# Lakozamid
Lakozamid je funkcionalizirana aminokiselina koja se koristi za dodatno liječenje parcijalnih napadaja i dijabetičke neuropatske boli. Lakozamid, odnosno (R)-2-acetamido-N-benzil-3-metoksipropionamid, je lijek koji pripada klasi organskih spojeva poznatih kao n-acil-alfa aminokiseline. To su spojevi koji sadrže alfa aminokiselinu (ili njegov derivat) koji nosi acilnu skupinu na svom terminalnom dušikovom atomu.

## Indikacija
Lakozamid je antiepileptik odobren za adjuvantnu terapiju i monoterapiju parcijalne epilepsije. Lakozamid utječe na sporu inaktivaciju natrijevih kanala reguliranih naponom, rezultat čega je stabilizacija hiperekscitabilnih membrana neurona. 
Lakozamid se koristi zajedno s drugim lijekovima za liječenje parcijalnih napadaja kod ljudi s epilepsijom koji imaju najmanje 17 godina. Injekcija lakozamida je indicirana za kratkotrajnu uporabu kada oralna terapija nije učinkovita. 
Lijek je odobren 29.10.2008. u SAD-u i 03.09.2008. Europskoj uniji pod tržišnim imenom VIMPAT. Dostupne formulacije su oralne tablete, sirup i intravenozna infuzija.

## Mehanizam djelovanja
Lakozamid djeluje tako što potiče sporu inaktivaciju natrijevih kanala prilikom depolarizacije membranskog potencijala. Nedavne studije upućuju na to da lakozamid utječe samo na one neurone koji su dugotrajno depolarizirani ili aktivni, tipično za neurone u središtu epileptičkog napadaja, za razliku od ostalih antiepileptičkih lijekova kao što su karbamazepin ili lamotrigin koji usporavaju oporavak od inaktivacije i smanjuju sposobnost neurona da aktiviraju akcijske potencijale. 
Lakozamid djeluje i neuroprotektivno vezanjem na CRMP-2 protein, fosfoprotein koji je prvenstveno eksprimiran u živčanom sustavu i koji je uključen u diferencijaciju neurona i kontrolu izlučivanja aksona. Uloga CRMP-2 vezanja u kontroli napadaja nije potpuno razjašnjena, ali pretpostavlja se da vezanjem ovog proteina i lakozamida dolazi do smanjene mogućnosti nastanka abnormalnih živčanih struktura u mozgu.

## Farmakokinetika
Nakon oralnog uzimanja lakozamida, najviša razina u krvi postiže se u trajanju od 1 do 4 sata. Bioraspoloživost ovog lijeka je gotovo 100%. Potrebno je oko 13 sati da količina lijeka u krvi padne za najmanje 50%. iz toga proizlazi da je lijek potrebno uzimati dva puta dnevno, svakih 12 sati. Lijek se metabolizira u jetri pomoću enzima porodice citokrom-P450 oksidaza: CYP2C19,CYP2C9 i CYP3A4. Primarni metaboliti koji se izlučuju putem bubrega su nepromijenjeni lakozamid (približno 40% doza), njegov O-desmetilni metabolit (približno 30%) i strukturno nepoznata polarna frakcija (~20%). Metabolit O-desmetil-lakozamid nema poznatu farmakološku aktivnost. Osobe s lošom funkcijom bubrega trebaju uzimati nižu dozu lijeka, jer lijek može ostati duže u krvotoku i uzrokovati štetne nuspojave.

## Ograničenja terapije antiepilepticima
Terapija antiepilepticima još uvijek je samo simptomatska te predstavlja olakšanje stanja bolesnicima, ali ne i mogućnost potpunog izlječenja. Danas su još uvijek brojne štetne nuspojave tijekom korištenja antiepileptika, a moguće su i interakcije s drugim lijekovima kod nekih osoba te se ne preporuča politerapija.

## Nuspojave
Najčešće moguće nuspojave uključuju mučninu, povraćanje, zatvor, vrtoglavicu, glavobolju, poremećenu koordinaciju, pospanost, tremor, depresiju, abnormalno hodanje, zamagljen vid, abnormalne pokrete oka te svrbež.
U ozbiljne nuspojave ubraja se dvostruki vid, brzi ili snažni otkucaji srca, groznica, osip na koži, natečene žlijezde, simptomi gripe, modrice, utrnulost, bol, slabost mišića, gubitak apetita, žutica (yellowing na koži ili očima) ili bol u leđima, zamagljen ili krvavi urin, oticanje.